# Lotus 97T
Lotus 97T byl vůz formule 1 týmu Lotus. Práce na novém voze začaly již v roce 1984 a koncepčně vycházely z modelu Lotus 95T. Poprvé se představil na začátku roku 1985 ve Velké Británii. Hlavní konstruktéři projektu byli Gérard Ducarouge a Martin Ogilvie. Svůj debut si odbyl v Grand Prix Brazílie 1985.
Monopost řídili zkušený Ital Elio de Angelis a nováček v týmu brazilský pilot Ayrton Senna. Oba piloti pravidelně bodovali, Elio de Angelis dosáhl na 5. místo s 33 body, Ayrton Senna získal 4. místo a 38 bodů. Vůz startoval celkem v 16 velkých cenách, dosáhl 3 vítězství a 8x se mu podařilo vybojovat pole positions. Celkem nasbíral do tabulek 71 bodů a jeho jezdci se podívali 8x na stupně vítězů.

## Popis
Změny na aerodynamice a nový motor od Renaultu byly jediné změny, které prodělal Lotus z roku 1984 a prakticky tak vznikl model 97T. Lotus 97T byl jednoduchým designem, který působil robustním dojmem, ale byl poměrně rychlý a silný. Na voze byly použity i komponenty z aerodynamiky vozu Lotus 96T, který byl projektován pro Indycar. Vůz byl nejen rychlý, ale především spolehlivý. Elio de Angelis dokázal dojet v 11 Grand Prix pro body a zvítězit v San Marinu a Senna dovezl vůz devětkrát pro body a dvakrát pro vítězství. Ayrton Senna skončil v šampionátů čtvrtý a Elio de Angelis pátý v poháru konstruktérů se Lotus dělí o 3 místo s Williamsem.

## Technická data
Monopost pohání jednotka Gordini EF15 od firmy Renault o objemu 1493 cc, který dosahoval výkonu 671 kW/11 000 otáček. Motor byl vybaven palivovým systémem Kugelf se vstřikováním Marelli a používající palivo značky Elf. Monopost byl vybaven převodovkou značky Lotus/Hewland L, která měla 5 rychlostních stupňů. Používal pneumatiky Goodyear. Celý závodní stroj dosahoval hmotnosti 540 kg.

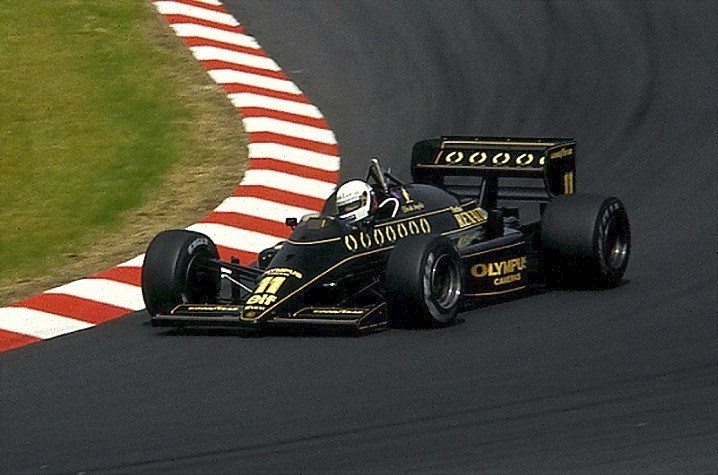
Elio de Angelis za volantem vozu 97T při Grand Prix Německa 1985

## Sponzoři
Elf, Goodyear, John Player Special, Olympus, Renault

## Kompletní výsledky ve formuli 1
| Legenda k tabulce | Legenda k tabulce                                                                       |
| Barva             | Výsledek                                                                                |
| ----------------- | --------------------------------------------------------------------------------------- |
| Zlatá             | Vítěz                                                                                   |
| Stříbrná          | 2. místo                                                                                |
| Bronzová          | 3. místo                                                                                |
| Zelená            | Bodované umístění                                                                       |
| Modrá             | Nebodované umístění                                                                     |
| Modrá             | Dokončil neklasifikován (NC)                                                            |
| Fialová           | Odstoupil (Ret)                                                                         |
| Červená           | Nekvalifikoval se (DNQ)                                                                 |
| Červená           | Nepředkvalifikoval se (DNPQ)                                                            |
| Černá             | Diskvalifikován (DSQ)                                                                   |
| Bílá              | Nestartoval (DNS)                                                                       |
| Bílá              | Závod zrušen (C)                                                                        |
| Světle modrá      | Pouze trénoval (PO)                                                                     |
| Světle modrá      | Páteční testovací jezdec (TD)                                                           |
| Bez barvy         | Netrénoval (DNP)                                                                        |
| Bez barvy         | Vyřazen (EX)                                                                            |
| Bez barvy         | Nepřijel (DNA)                                                                          |
| Bez barvy         | Odvolal účast (WD)                                                                      |
| Bez barvy         | Nezúčastnil se (prázdné)                                                                |
| Označení          | Význam                                                                                  |
| Tučnost           | Pole position                                                                           |
| Kurzíva           | Nejrychlejší kolo                                                                       |
| †                 | Jezdec nedojel do cíle, ale byl klasifikován, protože odjel více než 90 % délky závodu. |
| ‡                 | Byl udělován poloviční počet bodů, protože bylo odjeto méně než 75 % délky závodu.      |
| Horní index       | Umístění bodujících jezdců ve sprintu                                                   |

| Rok  | Šasi      | Motor        | Pneu | Jezdci          | 1   | 2   | 3   | 4   | 5   | 6   | 7   | 8   | 9   | 10  | 11  | 12  | 13  | 14  | 15  | 16  | Body | Umístění |
| ---- | --------- | ------------ | ---- | --------------- | --- | --- | --- | --- | --- | --- | --- | --- | --- | --- | --- | --- | --- | --- | --- | --- | ---- | -------- |
| 1985 | Lotus 97T | Renault V6 T | G    |                 | BRA | POR | SMR | MON | CAN | USA | FRA | GBR | GER | AUT | NED | ITA | BEL | EUR | RSA | AUS | 71   | 3.       |
| 1985 | Lotus 97T | Renault V6 T | G    | Ayrton Senna    | Ret | 1   | 7   | Ret | 16  | Ret | Ret | 10  | Ret | 2   | 3   | 3   | 1   | 2   | Ret | Ret | 71   | 3.       |
| 1985 | Lotus 97T | Renault V6 T | G    | Elio de Angelis | 3   | 4   | 1   | 3   | 5   | 5   | 5   | NC  | Ret | 5   | 5   | 6   | Ret | 5   | Ret | DSQ | 71   | 3.       |